# Міжнародне бюро часу
Міжнародне бюро часу (фр. Bureau International de l’Heure, BIH) — організація, утворена 1920 року Міжнародним астрономічним союзом для координації національних служб часу, обчислення всесвітнього часу. Бюро розташовувалось у Парижі. На початку своєї роботи мало 8 служб часу, а наприкінці XX ст. — понад 50 служб часу в усьому світі.
Основним завданням Міжнародного бюро часу було узгодження й обчислення всесвітнього часу за астрономічними спостереженнями різних обсерваторій, його зберігання й поширення у світі з допомогою радіосигналів.
Із 1956 року поряд із обчисленням часу бюро визначало координати полюсів Землі.
1988 року бюро було реорганізоване в Міжнародне бюро мір і ваг (з одночасним передаванням деяких функцій до новоствореної Міжнародної служби обертання Землі).

## Історія виникнення
На Міжнародній меридіанній конференції у Вашингтоні (1884) було ухвалено рішення про всесвітній час (за який мав правити середній сонячний час на меридіані Гринвіча). Розвиток радіозв'язку надавав змогу вдосконалити процеси зберігання і поширення часу. Багато країн мали потужні, як на той час, радіостанції. Скажімо, у Франції така радіостанція розміщувалася на Ейфелевій вежі (її сигнали передавалися починаючи з 1911 р.), у Лондоні сигнали подавала радіостанція Бі-Бі-Сі тощо.
Однак 1911 року виявилося, що радіосигнали часу різних станцій відрізняються один від одного на кілька секунд. 1912 року Франція звернулася до урядів кількох країн із пропозицією створити міжнародну службу часу.
Попередньо її заснували у 1913 р. при Паризькій обсерваторії і, незважаючи на труднощі, спричинені Першою світовою війною, вона активно працювала. Міжнародне бюро часу (МБЧ) як офіційний орган для всіх країн почало функціонувати 1 січня 1920 р. Завдання його полягало в узгодженні й обчисленні всесвітнього часу за астрономічними спостереженнями різних обсерваторій, його зберіганні й поширенні за допомогою радіосигналів. Зберігався час у ті роки з допомогою маятникового годинника[джерело?], а наукових співробітників, які стежили за ходом цього годинника й робили виправлення відповідно до астрономічних спостережень, називали хранителями часу[джерело?].

## Цікаві факти
- Ідея позначати звуками шість останніх секунд поточної години належала королівському астрономові Франку Дайсону (директору Гринвіцької королівської обсерваторії). На урочистому обіді з приводу відкриття в Англії нової служби часу якийсь жартівник підніс Ф. Дайсону на блюдці шість апельсинових зерняток[джерело?].
- Протягом більш як 20 років роботою Міжнародної служби часу керував Микола Стойко, уродженець м. Одеси[4].